# Would You Still Be There
Would You Still Be There è un singolo del gruppo musicale statunitense Of Mice & Men, il secondo estratto dal loro terzo album Restoring Force, pubblicato il 15 maggio 2014.

## Video musicale
Il video ufficiale del brano, diretto da Nathan Cox e ambientato in un presente parallelo post-apocalittico, è stato pubblicato lo stesso giorno di uscita del singolo.

## Classifiche
| Classifica (2014)             | Posizione massima |
| ----------------------------- | ----------------- |
| Stati Uniti (mainstream rock) | 18                |